# Batalha de Watling Street
A Batalha de Watling Street foi travada na província romana da Britânia em 60 ou 61 entre uma aliança de tribos britanas nativas, liderada pela rainha dos icenos, Boadiceia, e um exército romano liderado pelo governador Caio Suetônio Paulino. Apesar de estarem em grande desvantagem numérica, os romanos derrotaram decisivamente as tribos aliadas, infligindo-lhes pesadas perdas. A batalha marcou o fim da resistência nativa ao jugo romano na porção meridional da ilha da Britânia, uma situação que perdurou até 410.
Historiadores dependem de fontes romanas para informações sobre a batalha. A localização precisa não é conhecida, mas a maioria dos historiadores a localiza no território entre Londínio e Virocônio (Wroxeter em Shropshire), na estrada romana atualmente conhecida como Watling Street, um nome de origem anglo-saxônica.

## Contexto
Em 43, o Império Romano invadiu a Britânia e a conquista da ilha progrediu de forma gradual a partir daí.  Apesar de alguns reinos locais terem sido derrotados militarmente e ocupados, outros permaneceram nominalmente independentes como clientes de Roma.

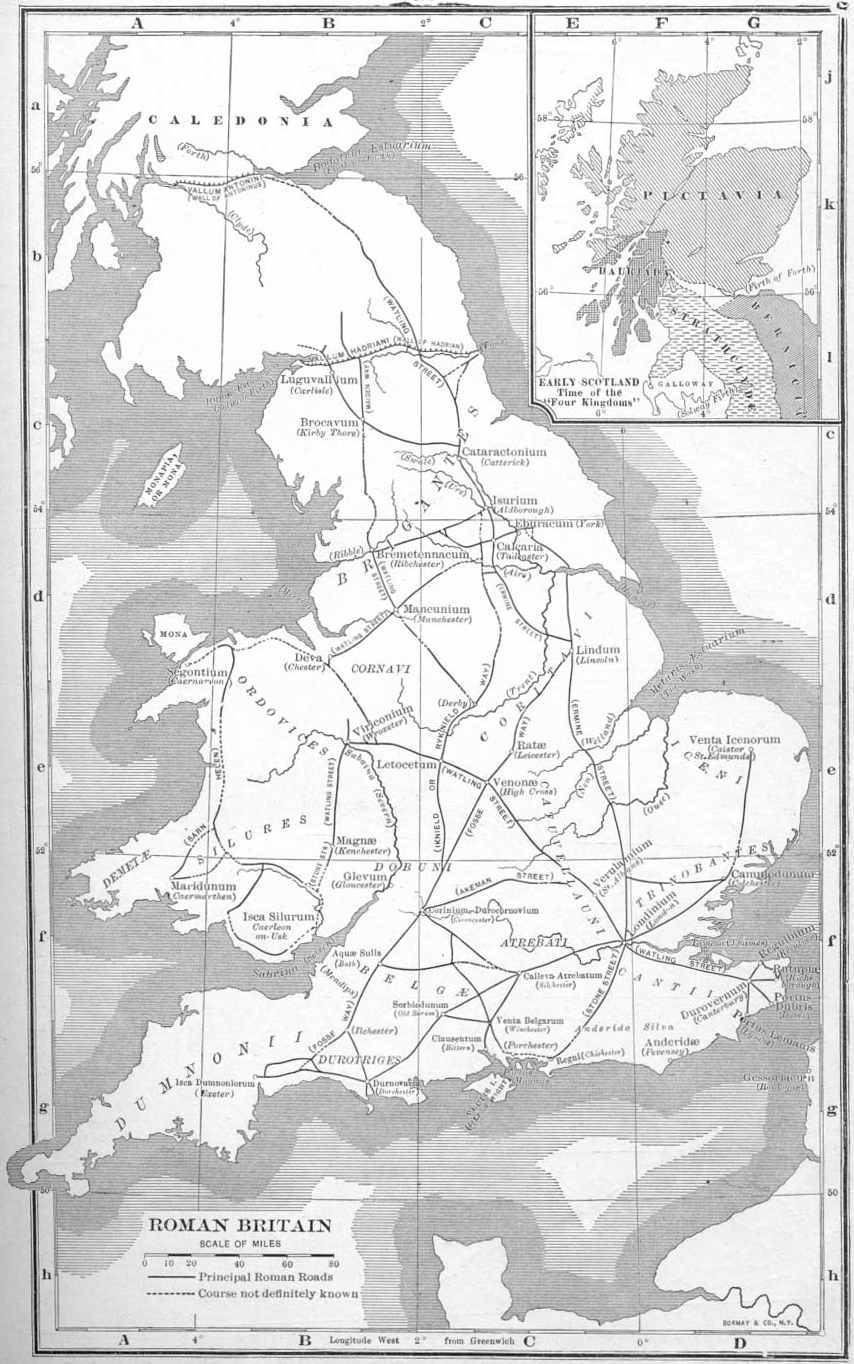
Principais assentamentos e estradas da Britânia.

Um destes reinos era o dos icenos, cujo território corresponde ao de Norfolk. Seu rei, Prasutago, acreditou ter assegurado a independência de seu reino deixando suas terras em testamento para suas filhas e para o imperador romano Nero. Porém, depois que ele morreu (61) ou pouco antes, o testamento foi ignorado. Os romanos anexaram suas terras e humilharam violentamente sua família: sua viúva, Boadiceia, foi flagelada e suas filhas, estupradas. Na mesma época, os financistas romanos determinaram o pagamento imediato de todas as dívidas.
Aproveitando que o governador Caio Suetônio Paulino estava em campanha na ilha de Mona (Anglesey, no norte do País de Gales), os icenos se aliaram com a tribo vizinha, dos trinovantes, cuja antiga capital, Camuloduno, havia sido conquistada e transformada numa colônia para legionários veteranos. Para insultar ainda mais os locais, os romanos haviam construído um gigantesco templo dedicado ao antigo imperador Cláudio na cidade, o Templo de Cláudio, às custas dos nativos. Os rebeldes marcharam até a cidade e a destruíram completamente, massacrando todos os que não puderam escapar.
Boadiceia e seu exército marcharam para Londínio e o mesmo fez Suetônio, que vinha à frente de um destacamento de cavalaria (a infantaria seguia atrás, de forma mais lenta). Mesmo tendo chegado à cidade antes dos rebeldes, o governador concluiu que não dispunha de forças suficientes para defender a cidade e ordenou que ela fosse evacuada antes do ataque. Londínio foi capturada e arrasada; todos os habitantes que não puderam fugir, especialmente idosos e doentes, foram massacrados.
Enquanto o exército de Boadiceia continuava seu ataque à cidade de Verulâmio (St Albans), Suetônio reagrupou suas forças. Segundo Tácito, ele conseguiu reunir um exército que incluía sua própria legião, a XIV Gemina, partes da XX Valeria Victrix, e todas as tropas auxiliares que encontrou, totalizando 10 000 homens. Uma terceira legião, a II Augusta, acampada em Exeter, não conseguiu chegar a tempo, e uma quarta, a IX Hispana, havia sido completamente aniquilada tentando defender Camuloduno.

## Batalha
Em grande desvantagem numérica, Suetônio escolheu o campo de batalha cuidadosamente: um estreito desfiladeiro com uma floresta atrás de suas forças e aberto para uma ampla planície à frente. O desfiladeiro protegia os flancos dos romanos e a floresta impedia uma aproximação por trás, o que evitaria que Boadiceia pudesse empregar seu grande número de guerreiros de forma efetiva contra suas forças; a planície à frente tornava qualquer emboscada impossível. Suetônio colocou seus legionários em ordem apertada, com os auxiliares ligeiros nos flancos e a cavalaria nas alas laterais.
Conforme os exércitos se posicionavam, os comandantes certamente tentariam motivar seus soldados. Tácito, que escreveu sobre a batalha mais de cinquenta anos depois, alega estar relatando o verdadeiro discurso de Boadiceia aos seus guerreiros:
| “ | “Mas agora”, disse ela, “não é como uma mulher descendente de nobres ancestrais, mas como uma do nosso povo que estou vingando a liberdade perdida, meu corpo flagelado, a castidade ultrajada de minhas filhas. A luxúria romana chegou a tal ponto que nem nossas próprias pessoas, nem mesmo idade ou virgindade, permanecem imaculados. Mas o céu está do lado de uma justa vingança; uma legião que ousou nos enfrentar pereceu; as demais estão se escondendo em seus acampamentos ou estão ansiosamente planejando uma fuga. Eles não suportarão nem mesmo grito e o barulho de tantos milhares, muito menos nossa carga e nossos golpes. Se vocês pesarem bem a força de nossos exércitos e as causas da guerra, verão que nesta batalha vocês devem conquistar ou morrer. Este é o destino de uma mulher; dos homens, eles poderão viver como escravos.” | ” |
|   | — Tácito, Anais XIV.35. |   |

Apesar de os britanos tenham reunido uma força considerável, os autores afirmam que eles estavam muito mal-equipados, pois os icenos haviam sido desarmados antes da revolta. Eles colocaram sua caravana de bagagens num formato de crescente em seu lado do campo de batalha a partir de onde as famílias dos guerreiros pudessem observar o que eles esperavam que seria uma vitória arrasadora. Dois líderes germânicos, Boiórix, dos cimbros, e Ariovisto, dos suevos, fizeram a mesma coisa em suas batalhas contra Caio Mário (Guerra Címbria) e Júlio César (Guerras da Gália) respectivamente.

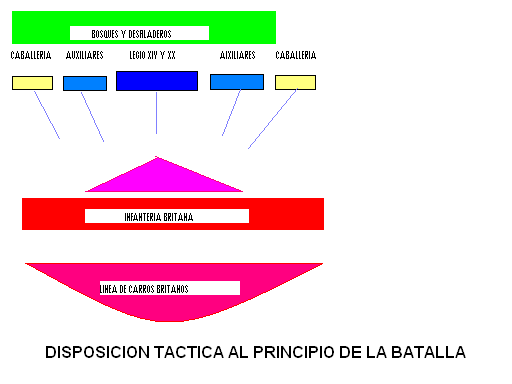
Disposição das forças no começo da Batalha.

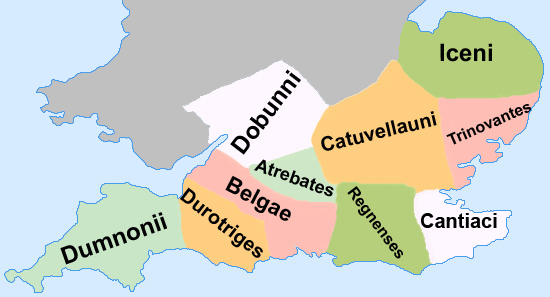
Mapa dos povos celtas no sul da Britânia romana.

Tácito também preservou o suposto discurso de Suetônio aos seus homens:
| “ | Ignorem a balbúrdia feita por estes selvagens. Há mais mulheres que homens em suas fileiras. Eles não são soldados — não estão nem sequer equipados adequadamente. Já os vencemos antes e quando eles virem nossas armas e sentirem nosso espírito, irão desabar. Permaneçam juntos. Atirem seus dardos e avancem: derrubem-nos com seus escudos e matem-nos com suas espadas. Esqueçam o saque. Apenas vençam e terão tudo! | ” |
|   | — Tácito, Anais XIV.36. |   |

Embora Tácito, como muitos dos historiadores de sua época, costume inventar discursos emocionantes para tais ocasiões, o de Suetônio neste caso é incomumente contundente e prático. O sogro de Tácito, o futuro governador Cneu Júlio Agrícola, estava no staff de Suetônio nesta época e pode ter reportado o que foi dito de forma razoavelmente acurada. Dião Cássio fornece um discurso razoavelmente diferente.
Boadiceia liderou o avanço de seu exército através da planície e desfiladeiro adentro num massivo ataque frontal. Conforme eles avançavam, o grupo acabou imprensado numa massa bem apertada. Depois de lançarem seus dardos, os romanos avançaram numa coluna em forma de cunha. Com uma clara vantagem em armaduras, armas e disciplina, eles tinham uma vantagem decisiva num combate corpo-a-corpo contra os britanos, apertados e sem espaço para se movimentarem. A cavalaria romana, com suas lanças em riste, se juntaram ao combate pelos flancos.[carece de fontes?]
Conforme as perdas britanas se acumulavam, eles tentaram recuar, mas sua fuga foi bloqueada pelo crescente da caravana de bagagens, o que resultou num massacre. Os romanos mataram não apenas os guerreiros, mas também as mulheres, crianças e até os animais de carga. Tácito relata um rumor de que 80 000 teriam sido mortos para uma perda de apenas 400 romanos. Porém, números citados em campanhas militares nas fontes antigas são geralmente considerados pelos historiadores modernos como exagerados e extravagantes.
Segundo Tácito, Boadiceia se matou com veneno. Dião Cássio conta que ela adoeceu, morreu e recebeu um suntuoso funeral. Fênio Póstumo, prefeito da II Augusta, que não se juntou à batalha, se matou se jogando sobre sua espada por ter roubado de seus homens sua parte na glória da vitória.

### Localização
O local desta batalha não foi fornecido por nenhum historiador antigo, apesar de Tácito fornecer uma breve descrição do local. Uma ampla variedade de locais, todos consistentes com um exército atacando a partir da região de Londres uma força romana que se concentrou vinda da direção do País de Gales, foi sugerida. Uma lenda localiza a batalha em Battle Bridge Road, em King's Cross (Londres), mas o relato de Tácito torna improvável que Suetônio tenha retornado para cidade.
A maior parte dos historiadores modernos prefere um local nas Midlands, provavelmente ao longo da estrada romana mais tarde conhecida como Watling Street, que ligava Londínio e Virocônio, um trajeto percorrido hoje pela rodovia A5. Sugestões plausíveis incluem Manduessedo (Mancetter), perto de Atherstone em Warwickshire, um local perto de High Cross em Leicestershire e um pequeno declive em Cuttle Mill, três quilômetros a sudeste de Lactodoro (Towcester) em Northamptonshire, onde ossadas humanas foram encontradas espalhadas numa área ampla. Em 2009, Arbury Banks, perto de Ashwell, em Hertfordshire foi sugerido como local da batalha.
Em março de 2010, evidências foram publicadas sugerindo que o local pode ter sido Church Stowe, Northamptonshire. O Kennet Valley, perto de Silchester, também foi sugerido como candidato para o local da batalha.
Mais recentemente, uma sugestão foi feita indicando que o campo de batalha ficava ao longo da rodovia A5, logo ao sul de Dunstable, Bedfordshire.

## Eventos posteriores

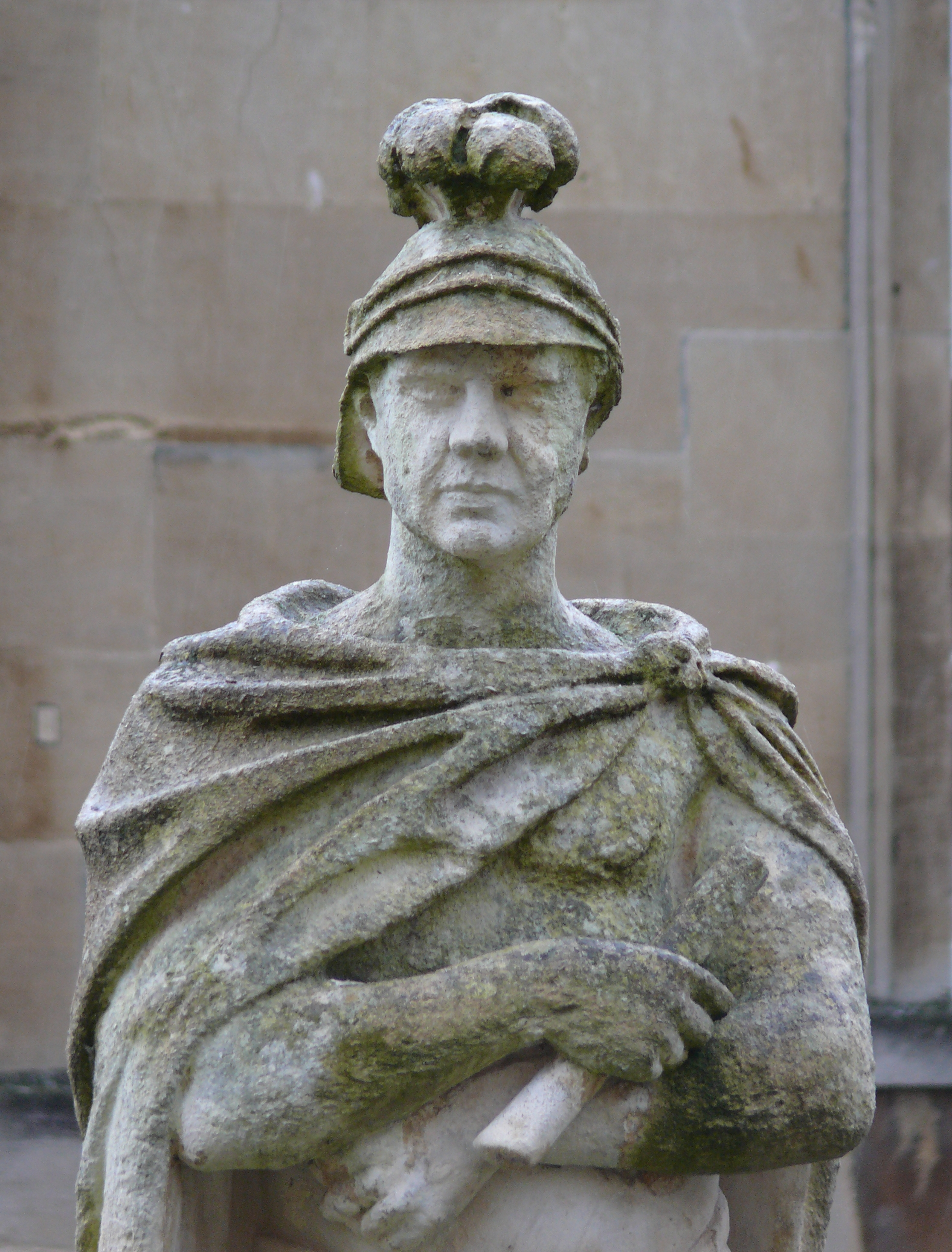
Governador da província Romana da Britânia

Conta-se que o imperador Nero ficou tão abalado pelos eventos que ele teria considerado evacuar a Britânia completamente depois da Batalha de Camuloduno, mas com o fim da revolta, a ocupação continuou.
Temendo que as políticas punitivas de Suetônio pudessem provocar mais revoltas, Nero substituiu-o por um governador mais conciliador, Públio Petrônio Turpiliano. A derrota de Boadiceia assegurou o domínio romano no sul da Britânia, mas o norte da ilha permaneceu instável. Em 69, Venúcio, um nobre brigante, iniciou uma nova revolta, muito menos documentada, que começou como uma rivalidade tribal e terminou como uma rebelião aberta contra os romanos.